# 列蒂开局
列蒂开局（英語：Réti Opening）是國際象棋的一種開局方式，走法為：
1.Nf3 d5 2.c4